# Nina Tenge
Nina Tenge, verheiratete Nina Heitmann (* 6. April 1974 in Hamburg; Künstlernamen Nina und Nina MC) ist eine frühere Rap-Künstlerin und Schauspielerin aus Hamburg und nun Yogalehrerin in Berlin.

## Leben und Werk
Seit ihrem 18. Lebensjahr sammelte Nina Tenge unter dem Namen Nina Bühnenerfahrung in Hamburger Hip-Hop-Szeneclubs.
Sie wurde 2000 durch ihre Mitarbeit beim Deichkind-Hit Bon Voyage bekannt. Die 2001 folgende Solosingle Doppel X Chromosom fand breite Beachtung in den Medien. Die Süddeutsche Zeitung nannte sie damals „beste Rapperin Deutschlands“. Dieses Urteil wiederholte auch das Goethe-Institut 2005 auf seiner Website.
Im Jahr 2003 folgte der Einstieg in die Schauspielbranche, wo sie Gastrollen in Serien (z. B. Alarm für Cobra 11 – Die Autobahnpolizei), aber auch tragende Rollen in Spielfilmen darstellte. Aufgrund ihrer Schauspielkarriere sind zuletzt nur noch vereinzelt Singles von ihr erschienen.
Die Tochter eines afghanischen Lehrers und Menschenrechtlers engagiert sich mit ihrem Vater in einem Verein für den Wiederaufbau in Afghanistan.
Im Jahr 2006 hat sie eine Yoga-Ausbildung, 2013/14 eine Ausbildung in Ernährungsberatung gemacht und arbeitet nun als Yoga-Lehrerin in Berlin.
Auf dem 2023 erschienenen Deichkind-Album Neues vom Dauerzustand ist sie im Song Wutboy zu hören, bei dem sie die Zeilen „Einatmen, ausatmen – einschlafen, ausschlafen“ eingesungen hat.

## Diskografie

### Alben
- 2001: Nikita (Motor Music)

### Singles
- 2000: Bon Voyage (mit Deichkind)
- 2001: Doppel X Chromosom
- 2001: Scheiss drauf
- 2001: Quelle
- 2004: Arschzeit Baby (mit MC Ronin)
- 2004: Wet & Dirty (mit Bushido)
- 2006: Fuck You
- 2007: Haze Ventura (Marteria feat. Marsimoto & Ninavigation)

## Filmografie
- 2003: Adam & Eva
- 2004: Abgefahren – Mit Vollgas in die Liebe
- 2005: Alarm für Cobra 11 – Die Autobahnpolizei (Fernsehserie, Folge Das Versprechen)
- 2008: Die Weisheit der Wolken